# Fabronia brachyphylla
Fabronia brachyphylla là một loài Rêu trong họ Fabroniaceae. Loài này được Müll. Hal. mô tả khoa học đầu tiên năm 1895.